# 神戸町立神戸小学校横井分校
神戸町立神戸小学校横井分校（ごうどちょうりつ　ごうどしょうがっこう　よこいぶんこう）は、かつて岐阜県安八郡神戸町に存在した公立小学校の分校。

## 概要
- 神戸小学校の分校であり、安八郡神戸町横井、揖斐郡池田町白鳥の1・2年生が通学していた。
- 神戸町横井１５８７の東側に、前身の佑啓義校の碑が建っている。

## 沿革
- 1873年（明治6年） - 安八郡横井村に佑啓義校が開校。田村、横井村、白鳥村の児童が通学する。
- 1879年（明治12年） - 佑啓小学校に改称する。
- 1886年（明治19年） - 佑啓簡易科小学校に改称する。
- 1890年（明治23年） - 横井尋常小学校に改称する。
- 1897年（明治30年）4月1日 - 田村、横井村、安次村、丈六道村、白鳥村 が合併し、北平野村が発足。
- 1899年（明治32年） - 田地区が神戸尋常高等小学校に移る。
- 1902年（明治35年） - 神戸尋常高等小学校に統合され、神戸町北平野村組合立神戸尋常高等小学校横井分教場となる。1・2年生が通学。
- 1941年（昭和16年）4月1日 - 神戸国民学校に改称する。
- 1947年（昭和22年）4月1日 - 神戸町北平野組合立神戸小学校横井分校に改称する。
- 1950年（昭和25年）4月1日 - 神戸町が北平野村を編入する。同時に神戸町立神戸小学校横井分校に改称する。揖斐郡池田村へ編入された白鳥地区は、引き続き横井分校に通学する。
- 1956年（昭和31年）
  - 3月27日 - 閉校式。
  - 3月31日 - 廃校。横井地区は神戸小学校へ、白鳥地区は池田町立温知小学校への通学となる。